# Беа, Себастьян
Себастьян Беа (англ. Sebastian Bea; род. 10 апреля 1977, Сан-Франциско, Калифорния) — американский гребец, выступавший за сборную США по академической гребле в период 1997—2007 годов. Серебряный призёр летних Олимпийских игр в Сиднее, чемпион мира, чемпион Панамериканских игр в Рио-де-Жанейро, победитель и призёр многих регат национального значения.

## Биография
Себастьян Беа родился 10 апреля 1977 года в городе Сан-Франциско, штат Калифорния. Сын федерального судьи Карлоса Беа, уроженца Испании.
Заниматься академической греблей начал в 1995 году. Состоял в гребной команде во время учёбы в Калифорнийском университете в Беркли, который окончил в 1999 году. Позже проходил подготовку в Принстонском тренировочном центре в Нью-Джерси.
Первого серьёзного успеха на взрослом международном уровне добился в сезоне 1997 года, когда вошёл в основной состав американской национальной сборной и в зачёте распашных рулевых восьмёрок одержал победу на мировом первенстве в Эгбелете.
В 1998 году на чемпионате мира в Кёльне попасть в число призёров не смог, в безрульных четвёрках квалифицировался лишь в утешительный финал B и расположился в итоговом протоколе соревнований на седьмой строке.
На мировом первенстве 1999 года в Сент-Катаринсе занял в безрульных двойках 13 место.
В 2000 году в восьмёрках выиграл бронзовую медаль на этапе Кубка мира в Люцерне и благополучно прошёл отбор на летние Олимпийские игры в Сиднее. Вместе с напарником Тедом Мерфи в финале безрульных двоек пришёл к финишу вторым позади команды из Франции и тем самым завоевал серебряную олимпийскую медаль.
В 2007 году отметился выступлением на Панамериканских играх в Рио-де-Жанейро, откуда привёз награды серебряного и золотого достоинства, выигранные в безрульных четвёрках и рулевых восьмёрках соответственно.